# Democrazia Nazionale (Spagna)
Democrazia Nazionale (in spagnolo: Democracia Nacional - DN) è un partito politico spagnolo di estrema destra.
Fondato nel 1995, ad esso aderirono molti militanti di varie formazioni in precedenza dissoltesi, segnatamente:
- il Círculo Español de Amigos de Europa - CEDADE, fondato nel 1966;
- Juntas Españolas, movimento costituitosi nel 1984;
- il Fronte Nazionale (Frente Nacional - FN), affermatosi nel 1986 come prosecuzione di Forza Nuova (Fuerza Nueva), fondato nel 1976.

Successivamente si unirono a DN altre formazioni, come La Falange e Alianza Nacional.
Il partito si ispirava al Fronte Nazionale francese.
Uno dei maggiori esponenti del partito è Manuel Canduela Serrano, ex membro di Acción Radical, un gruppo attivo nella Comunità Valenzana. È stato anche il cantante del gruppo RAC División 250.

## Storia

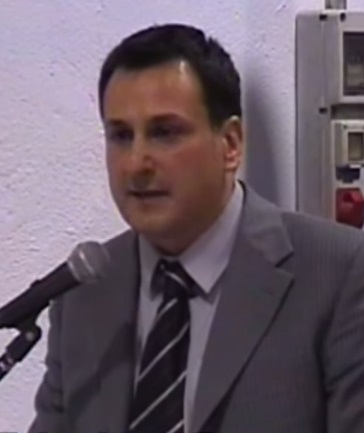
Manuel Canduela, ex leader del partito, nel 2011

Nel 2007 il partito ha guadagnato tre consiglieri comunali: due a Tardajos e uno a Herradón de Pinares. A Tardajos governò con il Partito Popolare. Nelle elezioni locali del 2011, un consigliere cittadino è stato eletto sotto le insegne di DN a Tardajos. Nelle elezioni locali del 2015, DN ha perso il seggio a Tardajos ma ha guadagnato un nuovo consigliere comunale a Cuenca de Campos.
Il 30 settembre 2018, insieme alla Falange Española de las JONS, Alternativa Española e FE - La Falange ha dato vita alla coalizione euroscettica ADÑ Identidad Española con cui ha concorso alle Elezioni europee del 2019, senza ottenere nessun seggio.

## Risultati
| Elezione | Voti   | %    | Seggi   |
| --- | ------ | ---- | ------- |
| Europee 1999 | 8.053  | 0,04 | 0 / 64  |
| Generali 2000 a | 9.562  | 0,04 | 0 / 350 |
| Generali 2004 | 15.180 | 0,06 | 0 / 350 |
| Europee 2004 | 6.314  | 0,04 | 0 / 54  |
| Generali 2008 | 12.836 | 0,05 | 0 / 350 |
| Europee 2009 | 9.950  | 0,06 | 0 / 50  |
| Generali 2011 | 1.867  | 0,01 | 0 / 350 |
| Europee 2014 | 13.079 | 0,08 | 0 / 54  |
| Generali 2015 | 1.704  | 0,01 | 0 / 350 |
| Generali 2016 | N.D.   | N.D. | 0 / 350 |
| Generali 2019 (Apr.) | N.D.   | N.D. | 0 / 350 |
| Europee 2019 b | 11.699 | 0,05 | 0 / 54  |
| Generali 2019 (Nov.) | N.D.   | N.D. | 0 / 350 |
| • a Coalizione Plataforma España 2000 • b ADÑ Identidad Española (con Falange Española de las JONS, Alternativa Espanyola e La Falange) |        |      |         |